# Катетометр

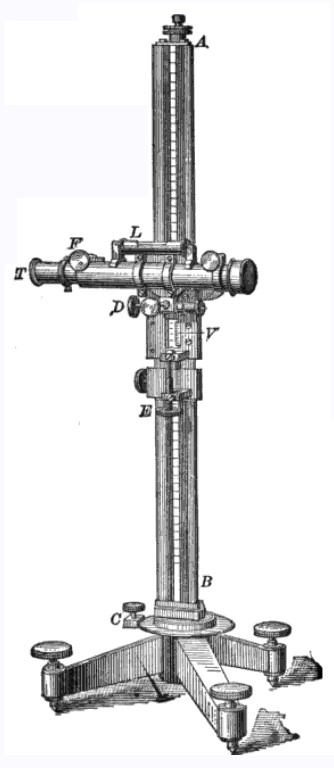
Катетометр

Катетометр - прилад для точного вимірювання вертикальних відстаней між точками (не обов'язково лежачими на одній вертикалі) при фізичних дослідах. Катетометр був винайдений французькими фізиками  П'єром Дюлонгом і  Алексісом Пті в 1816 році для вимірювання різниці рівнів  ртуті в сполучених посудинах; різні удосконалення в його пристрій було внесено  Д.І. Менделєєвим.

## Будова і принцип роботи
Катетометр складається з жорсткою штанги, яка встановлюється вертикально за допомогою рівня і трьох зрівняльних гвинтів; горизонтально розташованої зорової труби, здатної переміщатися уздовж штанги, залишаючись паралельною самій собі; пристосувань для точного наведення труби.
Зорова труба має невелике збільшення і здатна давати зображення предмета на відстані від 10 до 50 сантиметрів від її об'єктива.
Для вимірювання вертикальної відстані між точками, перехрестє ниток в трубі послідовно наводять на кожну з точок і вимірюють вертикальне зміщення труби за шкалою на штанзі.